# Femme lisant une lettre
Femme lisant une lettre est un tableau réalisé en 1664-1666 par le peintre néerlandais Gabriel Metsu. Conservée à la Galerie nationale d'Irlande, à Dublin, cette huile sur panneau de bois est une scène de genre représentant une jeune femme plongée dans la lecture d'une lettre d'amour à la lumière d'une fenêtre tandis que sa servante et un chien regardent une marine derrière un rideau vert sur le mur. Elle constitue le pendant d'Homme écrivant une lettre, qui montre la composition de la missive par un jeune homme.